# Sharon Clark
Sharon Clark, född 15 oktober 1943 i Seminole, Oklahoma, USA, är en amerikansk fotomodell och skådespelerska. Hon utsågs till herrtidningen Playboys Playmate of the Month för augusti 1970 och till Playmate of the Year för 1971.